# Cantón de Saint-André-les-Alpes
El cantón de Saint-André-les-Alpes era una división administrativa francesa que estaba situada en el departamento de Alpes de Alta Provenza y la región de Provenza-Alpes-Costa Azul.

## Composición
El cantón estaba formado por seis comunas:
- Allons
- Angles
- Lambruisse
- La Mure-Argens
- Moriez
- Saint-André-les-Alpes

## Supresión del cantón de Saint-André-les-Alpes
En aplicación del Decreto n.º 2014-226 de 24 de febrero de 2014, el cantón de Saint-André-les-Alpes fue suprimido el 22 de marzo de 2015 y sus 6 comunas pasaron a formar parte del nuevo cantón de Castellane.